# Emily Meade
Emily Meade (New York, 1989. január 10. –) amerikai színésznő.
A filmvásznon feltűnt a 12 – A romlás napjai (2010), a Vedd a lelkem! (2010), a Csajkeverők (2014), a Pénzes cápa (2016) és az Idegpálya (2016) című filmekben. Fontosabb televíziós szerepei voltak A hátrahagyottak (2014) és a Fülledt utcák (2017–2019) című sorozatokban.

## Filmográfia

### Film
| Év   | Magyar cím                 | Eredeti cím                              | Szerep                | Magyar hang        |
| ---- | -------------------------- | ---------------------------------------- | --------------------- | ------------------ |
| 2006 |                            | The House Is Burning                     | Anne                  |                    |
| 2008 | Merénylet a suligóré ellen | Assassination of a High School President | Tiffany Ashwood       | Berkes Boglárka    |
| 2010 | 12 – A romlás napjai       | Twelve                                   | Jessica Brayson       | Bogdányi Titanilla |
| 2010 |                            | Burning Palms                            | Chloe Marx            |                    |
| 2010 | Vedd a lelkem!             | My Soul to Take                          | Leah 'Fang' Hellerman |                    |
| 2011 | Kaméleonok                 | Silver Tongues                           | Rachel                |                    |
| 2011 | Túszjátszma                | Trespass                                 | Kendra                |                    |
| 2011 | Pszichoszingli             | Young Adult                              | Denny's pincérnő      |                    |
| 2012 |                            | Sleepwalk with Me                        | Samantha              |                    |
| 2012 |                            | Adventures in the Sin Bin                | Suzie                 |                    |
| 2012 | Vágyak szerelmesei         | Thanks for Sharing                       | Becky                 | Bogdányi Titanilla |
| 2013 | Kékmadár                   | Bluebird                                 | Paula                 | Andrusko Marcella  |
| 2013 |                            | Gimme Shelter                            | Cassandra             |                    |
| 2014 | Csajkeverők                | That Awkward Moment                      | Christy               | Lamboni Anna       |
| 2014 |                            | Gabriel                                  | Alice                 |                    |
| 2015 |                            | Me Him Her                               | Gabbi                 |                    |
| 2015 |                            | Charlie, Trevor and a Girl Savannah      | Savannah              |                    |
| 2016 | Pénzes cápa                | Money Monster                            | Molly                 | Gáspár Kata        |
| 2016 | Idegpálya                  | Nerve                                    | Sydney Sloane         | Csuha Borbála      |
| 2018 | Tűzkeresztség              | Trial by Fire                            | Stacy Willingham      | Sipos Eszter Anna  |

### Televízió
| Év        | Magyar cím                               | Eredeti cím                       | Szerep                      | Megjegyzések                                           |
| --------- | ---------------------------------------- | --------------------------------- | --------------------------- | ------------------------------------------------------ |
| 2008–2011 | Esküdt ellenségek: Különleges ügyosztály | Law & Order: Special Victims Unit | Anna / Corinne Stafford     | vendégszereplő (2 epizód)                              |
| 2009      |                                          | Back                              | Shannon Miles               | tévéfilm                                               |
| 2010      | Esküdt ellenségek                        | Law & Order                       | Bonnie Jones / Amanda Evans | 1 epizód                                               |
| 2010      | Boardwalk Empire – Gengszterkorzó        | Boardwalk Empire                  | Pearl                       | vendégszereplő (2 epizód)                              |
| 2011      | A rejtély                                | Fringe                            | Ella Dunham                 | 1 epizód                                               |
| 2013      |                                          | Trooper                           | Eloise                      | tévéfilm                                               |
| 2014      | A hátrahagyottak                         | The Leftovers                     | Aimee                       | főszereplő 1. évad (6 epizód)                          |
| 2016      |                                          | Broad City                        | Maxanne                     | 1 epizód                                               |
| 2016      | Veszélyes éjszakák                       | Mother, May I Sleep with Danger?  | Pearl                       | tévéfilm                                               |
| 2017–2019 | Fülledt utcák                            | The Deuce                         | Lori Madison                | - főszereplő (25 epizód) - magyar hangja: - Tarr Judit |
| 2023      | Két test, egy lélek                      | Dead Ringers                      | Susan                       | 5 epizód                                               |
| 2024      | Pingvin                                  | The Penguin                       | Francis Cobb fiatalon       | minisorozat (2 epizód)                                 |

## Fordítás
- Ez a szócikk részben vagy egészben  az   Emily Meade című angol Wikipédia-szócikk ezen változatának fordításán alapul.  Az eredeti cikk szerkesztőit annak laptörténete sorolja fel. Ez a jelzés csupán a megfogalmazás eredetét és a szerzői jogokat jelzi, nem szolgál a cikkben szereplő információk forrásmegjelöléseként.